# Michael Häfner
Michael Häfner (* 14. Oktober 1959; † 3. Januar 2005 in München) war ein deutscher Schauspieler und Sänger.
Häfner hatte Südamerika bereist, eine Ausbildung an der International School of Percussion in München abgeschlossen und dabei die Bekanntschaft mit der brasilianischen Samba gemacht.
Während seines Engagements am Landestheater Coburg hatte er die Idee zur Gründung des Samba-Festivals Coburg. Häfner traf zunächst auf Skepsis, fand für seine Idee dann aber Unterstützung bei Norbert Kastner, dem damals jüngsten Oberbürgermeister der Bundesrepublik Deutschland, und dessen Büroleiter Frank Rebhan. Das seit 1992 jährlich im Juli stattfindende Festival hat sich inzwischen zur größten Veranstaltung dieser Art außerhalb Brasiliens, einer Hochburg des Samba-Tanzes und der Samba-Musik, entwickelt.
Seit 1994 gehörte Häfner zum Ensemble des Staatstheaters am Gärtnerplatz, wo er in Rollen in Der Mann von La Mancha, Der Bettelstudent, Der Fiedler auf dem Dach, West Side Story, Kiss me Kate, Gräfin Mariza und der Csárdásfürstin zu sehen war.
In seinen Fernsehrollen trat er vorwiegend in Serien auf. So spielte er u. a. in Anwalt Abel, SOKO 5113 und in der Dailysoap Marienhof die Rolle des Heinz Trilling. In Filmen war er unter anderem 1994 in Die goldene Gans zu sehen. Seine letzte Rolle hatte er als Florian Sammer in der Vorabend-Krimiserie Die Rosenheim-Cops in der Folge Werbung für eine Leiche.
Michael Häfner, der seit längerem an Depressionen gelitten hatte, erhängte sich Anfang des Jahres 2005.

## Filmografie (Auswahl)
- 2005: Die Rosenheim-Cops – Werbung für eine Leiche